# 王華湘
王華湘（英語：Wong Wha San，1909年12月11日—2000年11月20日），祖籍江西南昌，香港企業家，王氏港建（港交所：0532）及王氏國際（港交所：0099）創辦人，有「電子大王」之稱。他也是前藝人、現王氏港建執行董事王賢誌的祖父。生前致力慈善，仁濟醫院王華湘中學便是以他命名。

## 生平
王華湘生於江西，1923年至1927年就讀上海大同中學，及至1950年來到香港生活。他於1964年至1970年成立「Wilmet Limited」，繼而於1970年至1979年創立及經營王氏電子有限公司，1979年將之擴展成王氏國際集團。王華湘後來於2000年因病離世。其家屬為爭奪其遺產,，結果於2007年5月對簿公堂，案件在香港高等法院開審，其子女最後承認其紅顏知己龐流流手持遺囑屬實，龐可獨得4000萬港元遺產。
王华湘解放前在南昌十分潦倒，后在家族蔡敏等亲戚中借得些盘缠去香港谋生，死后王华湘其后代帮助南昌家族修缮祖坟居中放于南昌瀛上。